# Copelatus diffisus
Copelatus diffisus är en skalbaggsart som beskrevs av Guignot 1939. Copelatus diffisus ingår i släktet Copelatus och familjen dykare. Inga underarter finns listade i Catalogue of Life.